# Сектор 5 (Букурещ)
Сектор 5 е сектор, административна съставна част на град Букурещ, с обща площ 30 км2, и население 282 935 души (2007).